# Tuschetien

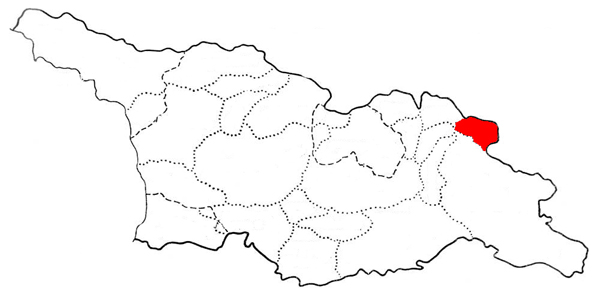
Die historischen Regionen Georgiens mit Tuschetien.

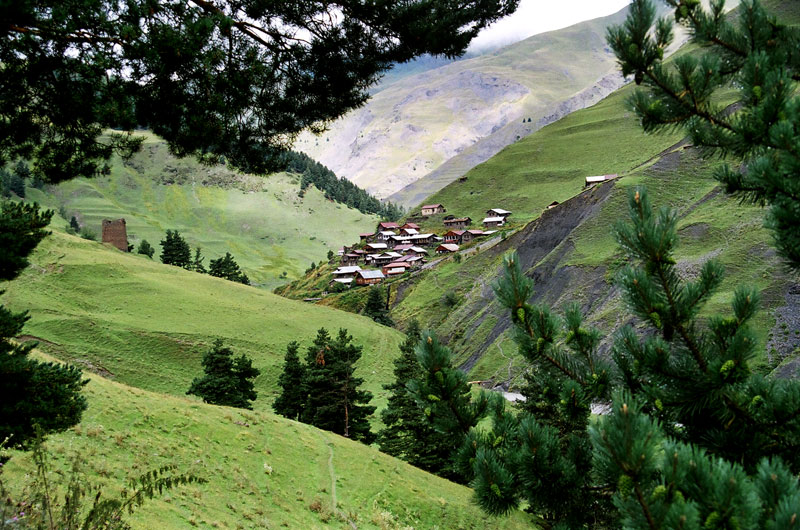
Gebirgstal in Tuschetien

Tuschetien, auch Tuscheti (georgisch თუშეთი) ist eine historische Region in Ost-Georgien. Sie liegt im Großen Kaukasus und grenzt nach Norden hin an Tschetschenien und im Osten an Dagestan, im Süden und im Westen grenzt es an die ehemaligen georgischen Provinzen Kachetien und Pschawi-Chewsuretien. Die Bevölkerung besteht hauptsächlich aus Tuschen, einer Subethnie der Georgier. Heute gehört Tuschetien zur georgischen Region Kachetien.

## Geografie

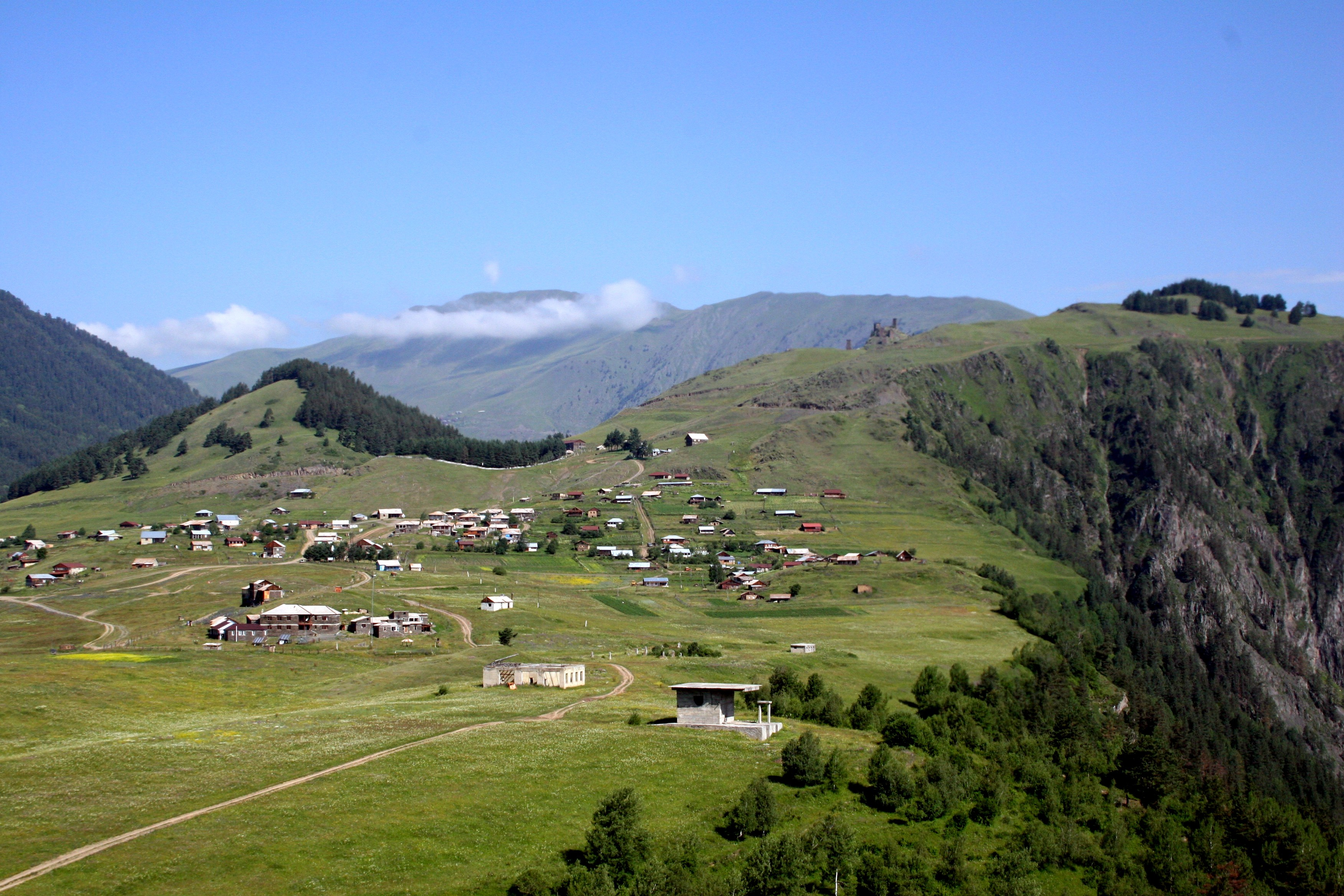
Omalo

Tuschetien ist eine Grenzregion im Nordosten Georgiens. Der Große Kaukasus trennt es im Norden von Tschetschenien. Im Westen grenzt es an Chewsuretien und Pschawi, verbunden durch den Azunta Pass (3341 m), im Süden an die Region Kachetien, verbunden durch den Albano Pass (2950 m) und im Osten an Dagestan.
Historisch gesehen umfasste Tuschetien vier Siedlungen auf Bergen des Alasani-Tals: Zowa, Gometzari, Chagma und Piriqiti Tuschetien. Heute gehört es zur Munizipalität Achmeta der Region Kachetien und umfasst zehn Dörfer, von denen Omalo das größte und auch Verwaltungszentrum ist.

## Geschichte
Von der jahrtausendealten Kultur der Tuschen zeugen archäologische Ausgrabungen und Felszeichnungen. Die ersten Bewohner der Region waren nichtchristliche Georgier aus Pchowi (d. h. aus Pschawi und Chewsuretien), die in den 330er Jahren während ihrer Auflehnung gegen die Zwangschristianisierung durch den iberischen König Mirian III. in die unbewohnte Bergregion flohen. Dennoch mussten sie zum Christentum konvertieren und sich den georgischen Königen unterwerfen. 
Die Tuschen nahmen im 8. bis 9. Jahrhundert mindestens 500 Jahre später als die anderen Georgier ebenfalls das Christentum an, nicht zuletzt wegen ihrer wirtschaftlichen und kulturellen Verbindung zum übrigen Georgien, lebten ihren eigenen Glauben aber relativ unabhängig weiter. Sie haben gegen die Missionare gekämpft und ihren paganen Glauben verteidigt. In ganz Tuschetien gibt es nur eine einzige Kirche – dafür befinden sich an vielen Orten kleine Heiligtümer in freier Natur, die sogenannten „Chati“, an welchen den Naturgeistern noch immer in heidnischer Tradition Opfer dargebracht und viele nichtchristliche Traditionen gepflegt werden.

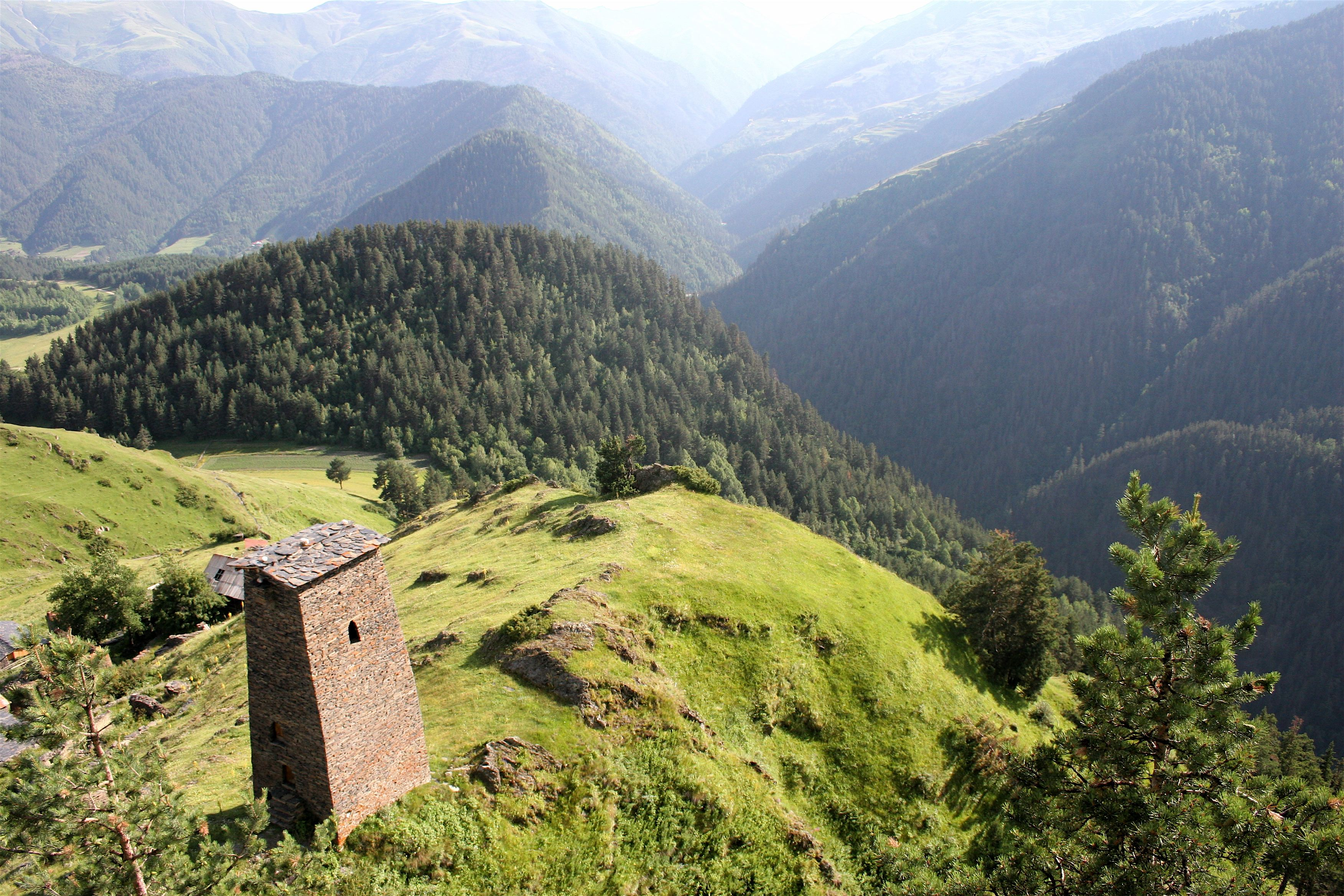
Turm von Keselo

Charakteristisch für Tuschetien sind die kaukasischen Wehrtürme aus dem 12.–13. Jahrhundert. Es wurden Beobachtungstürme errichtet, die dazu dienten, drohende Angriffe in kürzester Zeit mittels Nachrichtenfeuer und Rauchzeichen aus den Türmen an die Bevölkerung Tuschetiens und ins georgische Inland zu melden, und Wohntürme, die der Bevölkerung Zuflucht und Schutz boten. Die Feinde der Tuschen waren Laken aus Dagestan. 

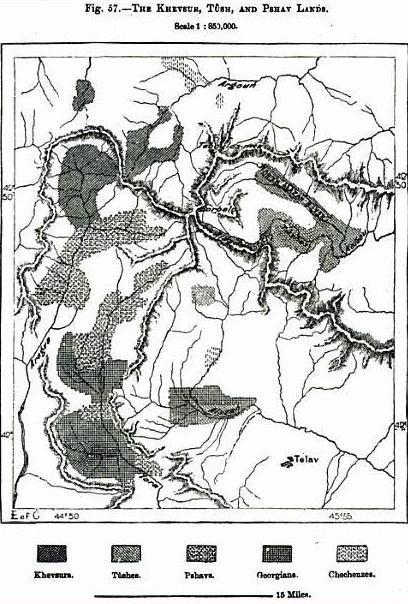
Englische Karte mit dem Siedlungsgebiet der georgischen Tuschen im Nordosten.

Nach dem Zusammenbruch des vereinten georgischen Königreichs geriet Tuschetien im 15. Jahrhundert unter die Herrschaft Kachetiens. Im Laufe ihrer Geschichte haben die Tuschen den georgischen Königen oftmals militärische Unterstützung geleistet. Sie waren als tollkühne Kämpfer in Georgien sehr geschätzt und wehrten erfolgreich zahlreiche feindliche Überfälle auf Georgien ab. Im 16. Jahrhundert wurde Zowa vom nordkaukasischen Volk der Bats besiedelt. König Lewan von Kachetien stellte den Bats im Gegenzug für ihre militärische Unterstützung im Kampf gegen die Perser das Land des Alwani-Tals zur Verfügung. Die Nachkommen der Bats werden auch Zowa-Tuschen genannt. Sie sind stark assimiliert und sprechen meist sowohl georgisch als auch Bats, das heute nur noch in dem Dorf Semo Alwani gesprochen wird.
1801 lebten in Tuschetien noch 1019 Familien, 1860 waren es 786, 1931 nur mehr 379. Während der deutschen Invasion der Sowjetunion fand in Tuschetien eine Revolte gegen das Sowjetregime statt, die mit größeren Revolten in der Nachbarregion Inguschetien zusammenhing. 1959 löste die sowjetische Regierung aus politischen Gründen den Kolchos in Tuschetien auf. Die meisten Tuschen mussten deshalb von den Bergen in die Ebene, in die Dörfer Semo- und Kvemo-Alwani umsiedeln.

## Wirtschaft
Die Tuschen leben traditionell von der Schafzucht. Tuschetischer Käse und tuschetische Wolle waren für ihre Qualität berühmt, wurden nach Europa und in die Sowjetunion exportiert. Schafzucht ist bis heute die wichtigste Einkommensquelle des tuschetischen Hochlands. Die Schafhirten verbringen die Sommermonate in den Bergen und leben im Winter in den tiefer gelegenen Dörfern Semo Alwani und Kwemo Alwani. Ihre Kultur und Tradition ist der anderer georgischer Bergvölker, wie den Chewsuren, ähnlich.

### Tourismus
Im Norden befindet sich die Tushetoi Natural Reserve und der Nationalpark Tuschetien.